# Kurt Raab
Pour les articles homonymes, voir Raab (homonymie).
Kurt Raab est un acteur, scénariste et chef décorateur allemand (Bergreichenstein, 20 juillet 1941 - Hambourg, 28 juin 1988).

## Biographie
Kurt Raab est né en Bohême à Bergreichenstein, ville des Sudètes à l'époque annexée par le 3e Reich, aujourd'hui Kasperské Hory en République tchèque.
Raab débute au cinéma en 1969 dans L'amour est plus froid que la mort de Rainer Werner Fassbinder, avec lequel il se lie. Il devient son plus proche assistant, écrivant ou créant des décors pour ses films, et devenant son acteur attitré. Il travaille également pour la télévision. Fassbinder lui donne son premier grand rôle à la télévision allemande, celui de Bolwieser dans le téléfilm au titre allemand éponyme, exploité en France au cinéma en 1976 sous le titre La Femme du chef de gare. Tout en continuant sa collaboration avec Fassbinder, il travaille pour d'autres réalisateurs comme Werner Schroeter, Wolfram Deutschmann, ainsi que pour Barbet Schroeder, Ulli Lommel, Agnieszka Holland parmi les plus connus.
En 1987, il révèle publiquement sa séropositivité. Atteint du sarcome de Kaposi, une des complications du SIDA, il meurt l'année suivante dans sa 47e année.

## Filmographie partielle

### Acteur

#### Cinéma
- 1968 : L'amour est plus froid que la mort (Liebe ist kälter als der Tod) de Rainer Werner Fassbinder : le surveillant du supermarché
- 1970 : Pourquoi monsieur R. est-il atteint de folie meurtrière ? (Warum läuft Herr R. Amok?) de Rainer Werner Fassbinder : Monsieur R.
- 1970 : Le Soldat américain (Der amerikanische Soldat) de Rainer Werner Fassbinder : Le frère de Ricky
- 1971 : Prenez garde à la sainte putain (Warnung vor einer heiligen Nutte) de Rainer Werner Fassbinder : Fred
- 1972 : Liberté à Brême(Bremer Freiheit) de  Rainer Werner Fassbinder : Zimmerman[1]
- 1972 : Le Marchand des quatre saisons (Händler der vier Jahreszeiten) de Rainer Werner Fassbinder : Le mari de Heide
- 1973 : La Tendresse des loups (Die Zärtlichkeit der Wölfe) d'Ulli Lommel : Fritz Haarmann
- 1975 : Le Droit du plus fort (Faustrecht der Freiheit) de Rainer Werner Fassbinder : Wodka-Peter
- 1975 : Maman Küsters s'en va au ciel (Mutter Küsters’ Fahrt zum Himmel) de Rainer Werner Fassbinder : Gustav
- 1976 : Le Rôti de Satan (Satansbraten) de Rainer Werner Fassbinder : Walter Kranz
- 1977 : Portrait de groupe avec dame d'Aleksandar Petrović : fonctionnaire du parti
- 1978 : Deux Heures de colle pour un baiser (Leidenschaftliche Blümchen) d'André Farwagi : M. Fletcher
- 1980 : Endstation Freiheit de Reinhard Hauff : Maria Franz Beekenbrandt
- 1982 : La Montagne magique de Hans W. Geißendörfer : Dr. Krokowski
- 1982 : Liebeskonzil de Werner Schroeter : Le Président du Tribunal
- 1984 : Tricheurs de Barbet Schroeder : Jorg
- 1984 : Parker de Jim Goddard (en) : Haag
- 1985 : Amère Récolte (Bittere Ernte) d'Agnieszka Holland : Maslanko

#### Télévision
- 1971 : Rio das Mortes de Rainer Werner Fassbinder : le pompiste
- 1972 : Huit heures ne font pas un jour (Acht Stunden sind kein Tag) feuilleton en 5 épisodes de Rainer Werner Fassbinder : Harald
- 1972 : Liberté à Brême (Bremer Freiheit) de Rainer Werner Fassbinder et Dietrich Lohmann : Zimmermann
- 1974 : Martha de Rainer Werner Fassbinder : Le secrétaire d'ambassade
- 1975 : Peur de la peur (Angst vor der Angst)
- 1976 : La Femme du chef de gare (Bolwieser) de Rainer Werner Fassbinder : Xaver Ferdinand Maria Bolwieser
- 1985 : La Chute de Mussolini (Mussolini and I) feuilleton télévisé d'Alberto Negrin : Adolf Hitler
- 1987 : Les Rescapés de Sobibor (Escape from Sobibor) de Jack Gold

##### Séries télévisées
- 1982: Derrick: Via Genua (Trafic d'armes) de Helmut Ashley: Lammers

### Décorateur
- 1970 : Pourquoi monsieur R. est-il atteint de folie meurtrière ? de Rainer Werner Fassbinder et Michael Fengler
- 1970 : Le Soldat américain de Rainer Werner Fassbinder
- 1971 : Prenez garde à la sainte putain de Rainer Werner Fassbinder
- 1971 : Whity de Rainer Werner Fassbinder
- 1972 : Le Marchand des quatre saisons de Rainer Werner Fassbinder
- 1974 : Effi Briest (Fontane -Effi Briest) de Rainer Werner Fassbinder
- 1974 : Martha de Rainer Werner Fassbinder
- 1975 : Maman Küsters s'en va au ciel de Rainer Werner Fassbinder
- 1975 : Le Droit du plus fort de Rainer Werner Fassbinder
- 1975 : Peur de la peur (Angst vor der Angst) de Rainer Werner Fassbinder
- 1976 : Je veux seulement que vous m'aimiez (TV) de Rainer Werner Fassbinder

### Scénariste
- 1975 : Maman Küsters s'en va au ciel
- 1979 : Le Mariage de Maria Braun (Die Ehe der Maria Braun) de Rainer Werner Fassbinder
- 1982 : Querelle de Rainer Werner Fassbinder

## Distinctions
- 1971 : Aux German Film Awards, nommé dans la catégorie du meilleur décor pour Whity